# Susłouch
Susłouch (Otospermophilus) – rodzaj ssaków z podrodziny afrowiórek (Xerinae) w obrębie rodziny wiewiórkowatych (Sciuridae).

## Rozmieszczenie geograficzne
Rodzaj obejmuje gatunki występujące w zachodniej części Stanów Zjednoczonych i Meksyku.

## Morfologia
Długość ciała (bez ogona) 231,2–540 mm, długość ogona 171–263 mm; masa ciała samic 450–796 g, samców 470–875 g.

## Systematyka
Rodzaj zdefiniował w 1844 roku niemiecki przyrodnik Johann Friedrich von Brandt w artykule zatytułowanym Obserwacje dotyczące różnych gatunków rosyjskich susłów, a następnie uwagi na temat układu i rozmieszczenia geograficznego rodzaju Spermophilus, a także na temat ogólnej klasyfikacji rodziny wiewiórkowatych (Sciurina), opublikowanym w czasopiśmie „Bulletin de la Classe physico-mathématique de l’Académie impériale des sciences de Saint-Pétersbourg”. Brandt wymienił kilka gatunków – Spermophilus macrourus E.T. Bennett, 1833:41 (= Scirus variegatus Erxleben, 1777), Sciurus lateralis Say, 1823, Sciurus mexicanus Erxleben, 1777, Arctomys (Spermophilus) Beecheyi J. Richardson, 1829, 	Arctomys? (Spermophilus?) Douglasii J. Richardson, 1829, Sciurus grammurus Say, 1823 i Sciurus clarkii Griffith, C.H. Smith & Pidgeon, 1825 (nomen dubium)) – z których gatunkiem typowym jest (późniejsze oznaczenie) Sciurus grammurus Say, 1823 (susłouch skalny).

### Etymologia
Otospermophilus: gr. ους ous, ωτος ōtos ‘ucho’; rodzaj Spermophilus F. Cuvier, 1825 (suseł).

### Podział systematyczny
Gatunki należące do tego taksonu zostały wyodrębnione z rodzaju Spermophilus na podstawie badań filogenetycznych z wykorzystaniem mitochondrialnego genu cytochromu b. Rodzaj obejmuje trzy występujące współcześnie gatunki:
| Grafika | Gatunek                    | Autor i rok opisu     | Nazwa zwyczajowa    | Podgatunki         | Rozmieszczenie geograficzne | Podstawowe wymiary                                | Status IUCN |
| ------- | -------------------------- | --------------------- | ------------------- | ------------------ | --- | ------------------------------------------------- | ----------- |
|         | Otospermophilus variegatus | (Erxleben, 1777)      | susłouch skalny     | 8 podgatunków      | południowo-zachodnie Stany Zjednoczone (na południe od wschodniej Nevady, Utah i Kolorado) do południowego Meksyku (Puebla i północne Oaxaca); zakres wysokości: 0–2900 m n.p.m. | DC: 43–54 cm DO: 17,4–26 cm MC: 450–875 g         | LC          |
|         | Otospermophilus beecheyi   | (J. Richardson, 1829) | susłouch plamkowany | 2 podgatunki       | Kalifornia w Sierra Nevada (na północ od jeziora Almanor) i Dolinie Kalifornijskiej, na południe do Półwyspu Kalifornijskiego (Meksyk); Channel Islands                          | DC: około 28 cm DO: około 12,7 cm MC: brak danych | LC          |
|         | Otospermophilus douglasii  | (J. Richardson, 1829) |                     | gatunek monotypowy | endemit Stanów Zjednoczonych: południowy Waszyngton, zachodni Oregon i północna Kalifornia (na południe do delty rzeki San Joaquin)                                              | DC: około 34 cm DO: około 14,6 cm MC: brak danych | NE          |

Kategorie IUCN:  LC  – gatunek najmniejszej troski;  NE  – gatunki niepoddane jeszcze ocenie.
Opisano również dwa gatunki wymarłe z pliocenu Stanów Zjednoczonych:
- Otospermophilus bensoni (Gidley, 1922)[12]
- Otospermophilus rexroadensis (Hibbard, 1941)[13]